# Estádio Príncipe Abdullah al-Faisal
O Estádio Prince Abdullah Al-Faisal, é o estádio do Al-Ittihad (الإتحاد), um clube de futebol profissional saudita sediado na cidade portuária do Mar Vermelho de Jidá em Abu-Jab.
Inaurado em 1973, o Prince Abdullah Al-Faisal tem capacidade para 32000.